# Опака (община)
Опака (болг. Община Опака) — община в Болгарии. Входит в состав Тырговиштской области. Население общины на 15 сентября 2008 года составляет 7397 человек.
Административный центр — город Опака.
Кмет (мэр) общины — Лютфи Реянов Рюстемов (Движение за права и свободы (ДПС)) по результатам выборов в правление общины.

## Состав общины
В состав общины входят следующие населённые пункты:
1. Голямо-Градиште
2. Горско-Абланово
3. Гырчиново
4. Крепча
5. Люблен
6. Опака